# Mazeray
Mazeray és un municipi francès situat al departament del Charente Marítim i a la regió de la Nova Aquitània. L'any 2007 tenia 902 habitants.

## Demografia

### Població
El 2007 la població de fet de Mazeray era de 902 persones. Hi havia 353 famílies de les quals 74 eren unipersonals (25 homes vivint sols i 49 dones vivint soles), 111 parelles sense fills, 135 parelles amb fills i 33 famílies monoparentals amb fills.
La població ha evolucionat segons el següent gràfic:
Habitants censats

### Habitatges
El 2007 hi havia 400 habitatges, 358 eren l'habitatge principal de la família, 24 eren segones residències i 19 estaven desocupats. Tots els 398 habitatges eren cases. Dels 358 habitatges principals, 291 estaven ocupats pels seus propietaris, 60 estaven llogats i ocupats pels llogaters i 7 estaven cedits a títol gratuït; 1 tenia una cambra, 8 en tenien dues, 37 en tenien tres, 89 en tenien quatre i 223 en tenien cinc o més. 295 habitatges disposaven pel capbaix d'una plaça de pàrquing. A 130 habitatges hi havia un automòbil i a 209 n'hi havia dos o més.

### Piràmide de població
La piràmide de població per edats i sexe el 2009 era:
| Homes | Edats   | Dones |
| ----- | ------- | ----- |
| 0     | 95 o +  | 4     |
| 4     | 90 a 94 | 0     |
| 8     | 85 a 89 | 0     |
| 12    | 80 a 84 | 0     |
| 4     | 75 a 79 | 12    |
| 28    | 70 a 74 | 20    |
| 20    | 65 a 69 | 20    |
| 20    | 60 a 64 | 20    |
| 16    | 55 a 59 | 12    |
| 48    | 50 a 54 | 24    |
| 32    | 45 a 49 | 56    |
| 32    | 40 a 44 | 40    |
| 32    | 35 a 39 | 24    |
| 20    | 30 a 34 | 24    |
| 20    | 25 a 29 | 8     |
| 16    | 20 a 24 | 16    |
| 28    | 15 a 19 | 28    |
| 48    | 10 a 14 | 24    |
| 44    | 5 a 9   | 8     |
| 8     | 0 a 4   | 8     |

## Economia
El 2007 la població en edat de treballar era de 583 persones, 410 eren actives i 173 eren inactives. De les 410 persones actives 370 estaven ocupades (211 homes i 159 dones) i 41 estaven aturades (13 homes i 28 dones). De les 173 persones inactives 69 estaven jubilades, 53 estaven estudiant i 51 estaven classificades com a «altres inactius».

### Ingressos
El 2009 a Mazeray hi havia 347 unitats fiscals que integraven 861 persones, la mediana anual d'ingressos fiscals per persona era de 17.308 €.

### Activitats econòmiques
Dels 22 establiments que hi havia el 2007, 1 era d'una empresa extractiva, 2 d'empreses de fabricació d'altres productes industrials, 5 d'empreses de construcció, 3 d'empreses de comerç i reparació d'automòbils, 1 d'una empresa de transport, 5 d'empreses de serveis, 1 d'una entitat de l'administració pública i 4 d'empreses classificades com a «altres activitats de serveis».
Dels 7 establiments de servei als particulars que hi havia el 2009, 1 era un taller de reparació d'automòbils i de material agrícola, 3 guixaires pintors, 1 fusteria, 1 electricista i 1 perruqueria.
L'únic establiment comercial que hi havia el 2009 era una botiga de menys de 120 m².
L'any 2000 a Mazeray hi havia 17 explotacions agrícoles que ocupaven un total de 790 hectàrees.

## Equipaments sanitaris i escolars
El 2009 hi havia una escola elemental integrada dins d'un grup escolar amb les comunes properes formant una escola dispersa.

## Poblacions més properes
El següent diagrama mostra les poblacions més properes.